# تپه حاجی غلامحسین
تپه حاجی غلامحسین منطقه‌ای باستانی مربوط به سده‌های میانی دوران‌های تاریخی پس از اسلام است و در شهرستان زهک، بخش جزینک، دهستان خمک، ۲۰۰ متر شرق روستای حاجی غلام حسین واقع شده و این اثر در تاریخ ۱۳ آبان ۱۳۸۶ با شمارهٔ ثبت ۱۹۷۸۶ به‌عنوان یکی از آثار ملی ایران به ثبت رسیده است.